# Шамбол Мизињи
Шамбол Мизињи (фр. Chambolle-Musigny) насеље је и општина у источном делу централне Француске у региону Бургоња, у департману Златна обала која припада префектури Дижон.
По подацима из 2011. године у општини је живело 310 становника, а густина насељености је износила 40,95 становника/km². Општина се простире на површини од 7,57 km². Налази се на средњој надморској висини од 264 метара (максималној 445 m, а минималној 238 m).

## Демографија
| 1962. | 1968. | 1975. | 1982. | 1990. | 1999. | 2011. |
| ----- | ----- | ----- | ----- | ----- | ----- | ----- |
| 444   | 455   | 403   | 364   | 355   | 313   | 310   |

График промене броја становника у току последњих година